# Adiós (canción de La Oreja de Van Gogh)
Adiós es la décima canción del disco tercer disco de La Oreja de Van Gogh

## Información de la canción
La canción habla sobre alguien que tiene que marcharse para siempre y dejar a su pareja, es quizás un amor prohibido... esa mañana después de haber estado juntos por última vez ella se levanta para marcharse, él le pide que no se vaya y ella contesta "déjame marchar no llores más túmbate otra vez te dormirás", después de que sale de la habitación ella se arrepiente pero aun así sigue su camino porque sabe que es lo mejor para los dos, le hace saber que si cierra los ojos ahí va estar ella para el en sus recuerdos por siempre y que ella también lo recordara por el resto de sus días, le da las gracias por los grandes momentos vividos y emprende su viaje sin marcha atrás.

## Promoción
La canción fue presentada en La Gira 2003 de Lo que te conté mientras te hacías la dormida, siendo un gran éxito y teniendo gran aceptación del público. Sin embargo, se dice que esta es una de sus mejores canciones por su melodía y ritmo esta canción ha tenido como mínimo 300000 descargas digitales en iTunes, siendo así un total éxito.
- Datos: Q5657755